# Der Höllensturz der Verdammten
Der Höllensturz der Verdammten ist ein Gemälde von Peter Paul Rubens in der Alten Pinakothek in München. Es entstand um 1620 während des Dreißigjährigen Krieges.

## Bildbeschreibung
Das Gemälde hat den Höllensturz zum Thema, ein traditionsreiches Motiv christlicher Kunst. Aus einem Lichtstrahl zwischen dunklen Wolken stürzt der Erzengel Michael hervor und schleudert große Mengen nackter Leiber herab. Anders als bei vergleichbaren Darstellungen fehlt Christus als Weltenrichter mit der Perspektive der Rettung. Ungewöhnlich ist auch das fast abstrakte Ineinanderfließen der Farbflächen.

## Geschichte
Rubens hatte im Auftrag des zum Katholizismus konvertierten Herzogs Wolfgang Wilhelm von Pfalz-Neuburg für die Neuburger Jesuitenkirche bereits 1617 Das Große Jüngste Gericht und 1619 Das Kleine Jüngste Gericht geschaffen, die sich beide ebenfalls in der Alten Pinakothek befinden. Wohl um 1620 erhielt er vom Grafen, der ein Bild für seine Palastkapelle suchte, den Auftrag für den Höllensturz. Nach anderen Angaben soll sich das Bild allerdings noch 1628 in Rubens’ Werkstatt befunden haben.
Kurfürst Johann Wilhelm von der Pfalz erwarb das Bild für seine Düsseldorfer Gemäldegalerie. Es gelangte nach einer wechselhaften Sammlungsgeschichte über die Mannheimer Galerie nach München in die Alte Pinakothek.

## Vandalismus
Das Gemälde war im Jahr 1959 Gegenstand von Vandalismus. Am 26. Februar, kurz nach 11 Uhr, schüttete der Philosoph und Abenteurer Walter Menzl aus Konstanz ein Möbel-Abbeizmittel über das Bild. Die ätzende Flüssigkeit fraß sich vor allem in der Mitte des Bildes bis auf den Kreidegrund durch, ein Fünftel der Bildfläche wurde zerstört. Menzl wird innerhalb kurzer Zeit von der Polizei in einer Pension ausfindig gemacht und festgenommen. Er bezeichnete sich bei der Vernehmung als Wissenschaftler und Schriftsteller. Eigentlich habe er Dürers Die vier Apostel zerstören wollen, worauf er aber aufgrund der Anwesenheit zahlreicher Besucher verzichtete. Der Täter wurde vom Landgericht München wegen „gemeinschädlicher Sachbeschädigung“ zu einer Freiheitsstrafe von drei Jahren und zur Zahlung von Schadensersatz in Höhe von 800.000 DM verurteilt, das Gemälde wurde erfolgreich restauriert.

## Trivia
Die australische Metalcore-Band Parkway Drive verwendete einen Teil des Gemäldes für das Artwork ihres 2018 erschienenen Albums Reverence.
Eine Version des Bildes ist ein wiederkehrendes Motiv in der zweiten und dritten Staffel der Netflix-Serie Dark.
Das Gemälde und dessen Interpretation dienen als ein Leitmotiv in der ebenfalls nach dem Kunstwerk betitelten 187. Derrick-Episode Höllensturz (Erstsendung 25. Mai 1990). Dabei führen Oberinspektor Stephan Derrick (Horst Tappert) und der tatverdächtige Arnold Kiesing (Wolf Roth) einen Dialog, der unmittelbar vor dem Gemälde in der Alten Pinakothek gefilmt ist und die Bedeutung des Kunstwerks für Kiesings Lebensauffassung direkt aufgreift. Rubens’ Gemälde ist dabei ab ca. Minute 35:37 prominent in Szene gesetzt.